# دومينغو لوبيز
دومينغو لوبيز (بالإسبانية: Aníbal López) هو رسام ومصور وفنان غواتيمالي، ولد في 13 أبريل 1964 في غواتيمالا، وتوفي بنفس المكان في 26 سبتمبر 2014.